# Jaap van der Ende

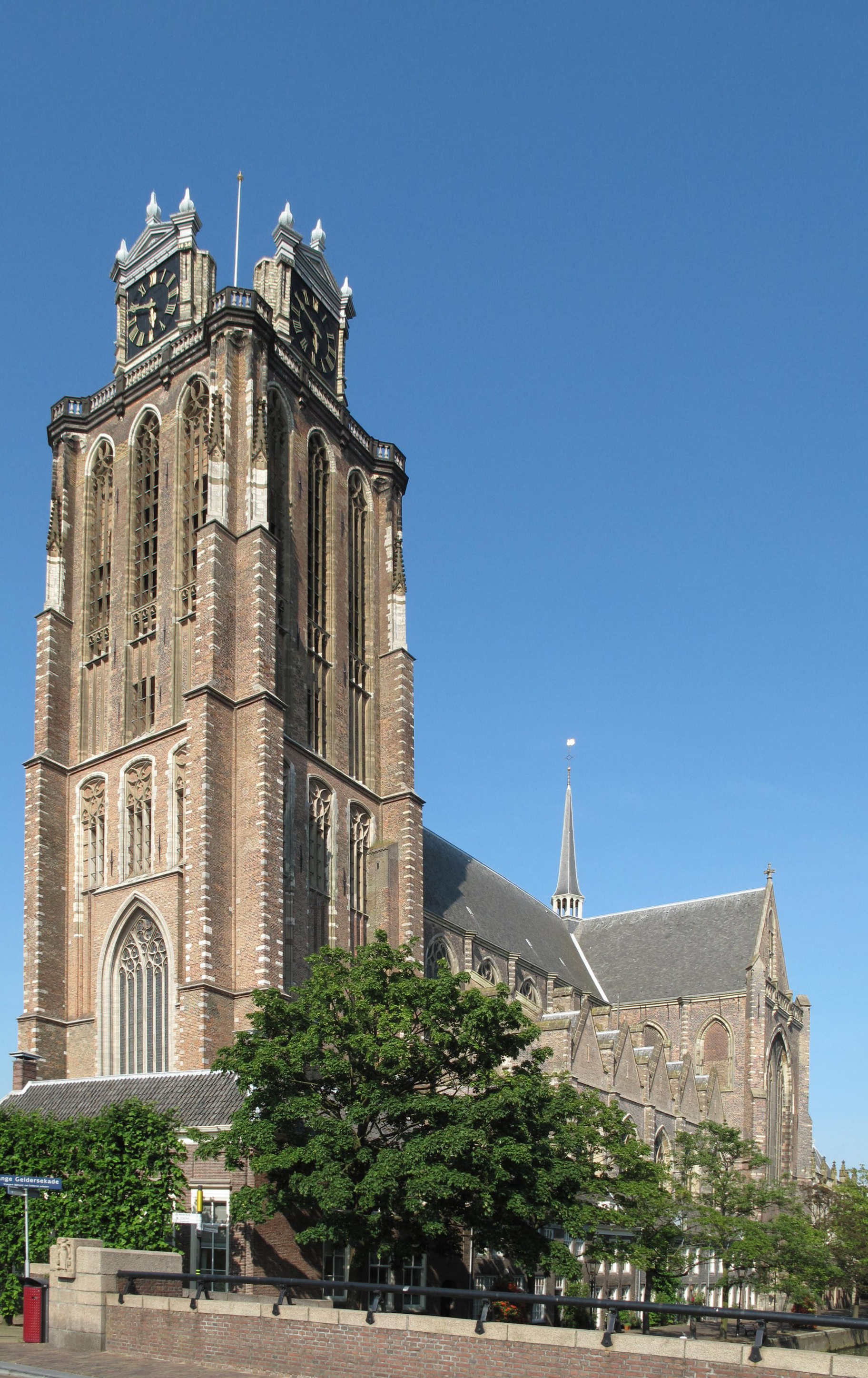
De Grote Kerk in Dordrecht

Jacob (Jaap) van der Ende (Schoonhoven, 25 juli 1928 – aldaar, 13 september 2018) was een Nederlandse beiaardier. Voor het eerst in de beiaardwereld werden in augustus 1977 bewerkingen van Bachs muziek voor solo viool (BWV 1001-1006) door Jaap van der Ende tijdens twee beiaardbespelingen integraal op de beiaard van de Grote kerkstoren van Dordrecht uitgevoerd.